# Prison de Kennet
HM Prison Kennet
La prison de Kennet (en anglais : HM Prison Kennet) est une ancienne prison britannique de catégorie C pour hommes située dans la localité de Maghull, dans le district métropolitain de Sefton dans le comté de Merseyside, en Angleterre. La prison était gérée par le His Majesty's Prison Service. La prison ferme définitivement le 23 décembre 2016

## Histoire
Confronté à la surpopulation dans les prisons régionales, le National Offender Management Service (en) planifie, en décembre 2006, la construction d'un nouvel établissement sur le site Est de l'hôpital Ashworth, qu'il loue à la Mersey Care NHS Foundation Trust (en). Le site de la nouvelle prison et ses environs sont connus localement sous le nom de Kennet Heath, c'est pourquoi le nom de Kennet est adopté pour nommer la prison.
La prison est créée en convertissant des bâtiments médicaux existants pour un coût de 19 millions de livres sterling. L'établissement commence à accueillir des détenus en septembre 2007, mais ouvre officiellement en février 2008.
En avril 2010, la Howard League for Penal Reform (en) classe la prison de Kennet comme étant la prison la plus surpeuplée d'Angleterre et du Pays de Galles. Il est ainsi constaté que la prison fonctionnait à 193 % de sa capacité normale.
En mai 2016, le National Offender Management Service (en) annonce qu'il fermera la prison de Kennet d'ici juillet 2017, soit moins de 10 ans après son ouverture, du fait notamment des coûts de fonctionnement élevés et des difficultés liées à la conception et au fonctionnement de la prison. Après la fermeture, le site est restitué au Mersey Care NHS Foundation Trust (en).
Les bâtiments de la prison sont détruits durant l'été 2023.

## La prison avant la fermeture
La prison de Kennet détenait des hommes adultes de catégorie C provenant des environs de la prison. L'hébergement de la prison, conçu initialement pour accueillir 175 détenus, est divisé en sept unités, contenant principalement des cellules doubles avec sanitaires intégrés, des douches sur tous les paliers, des cuisinettes spécialement adaptées et des installations destinées aux associations. L'établissement disposait également d'unité d'isolement supplémentaire[réf. nécessaire].
La prison proposait des ateliers, des formations et une scolarité à tous les prisonniers. Les ateliers comprenaient des offres en maçonnerie, en plâtrage, en construction et en menuiserie, ainsi qu'en peinture et décoration. Les cours des offres de formation portaient sur les technologies de l'information, le commerce, l'art et le design, la restauration et la sociologie des médias[réf. nécessaire].
L'établissement disposait également d'un centre de visiteurs, avec des installations comprenant une aire de jeux pour enfants et des rafraîchissements. Il y avait un accès pour les visiteurs handicapés dans toute la zone des visiteurs[réf. nécessaire].